# Neta Lavi
Neta Lavi (in ebraico נטע לביא‎?; Ramat HaShofet, 25 agosto 1996) è un calciatore israeliano, centrocampista del Gamba Osaka e della nazionale israeliana.

## Carriera

### Club
Ha giocato nella massima serie israeliana ed in quella giapponese.

### Nazionale
Nel 2016 ha esordito in nazionale.

## Statistiche

### Presenze e reti nei club
Statistiche aggiornate all'8 dicembre 2024.
| Stagione             | Club                 | Campionato           | Campionato | Campionato | Coppe nazionali | Coppe nazionali | Coppe nazionali | Coppe continentali | Coppe continentali | Coppe continentali | Altre coppe | Altre coppe | Altre coppe | Totale | Totale |
| Stagione             | Club                 | Comp                 | Pres       | Reti       | Comp            | Pres            | Reti            | Comp               | Pres               | Reti               | Comp        | Pres        | Reti        | Pres   | Reti   |
| -------------------- | -------------------- | -------------------- | ---------- | ---------- | --------------- | --------------- | --------------- | ------------------ | ------------------ | ------------------ | ----------- | ----------- | ----------- | ------ | ------ |
| 2015-2016            | Maccabi Haifa        | Lh                   | 14+8       | 0          | CI+CdL          | 4+3             | 0               | -                  | -                  | -                  | -           | -           | -           | 29     | 0      |
| 2016-2017            | Maccabi Haifa        | Lh                   | 23+8       | 0          | CI+CdL          | 1+6             | 0               | UEL                | 2                  | 0                  | SI          | 1           | 0           | 41     | 0      |
| 2017-2018            | Maccabi Haifa        | Lh                   | 4+3        | 0          | CI+CdL          | 0+4             | 0+1             | -                  | -                  | -                  | -           | -           | -           | 11     | 1      |
| 2018-2019            | Maccabi Haifa        | Lh                   | 25+9       | 1+2        | CI+CdL          | 1+5             | 0+1             | -                  | -                  | -                  | -           | -           | -           | 40     | 4      |
| 2019-2020            | Maccabi Haifa        | Lh                   | 25+8       | 2+0        | CI+CdL          | 3+1             | 0               | UEL                | 4                  | 0                  | -           | -           | -           | 41     | 2      |
| 2020-2021            | Maccabi Haifa        | Lh                   | 25+9       | 1+1        | CI+CdL          | 4+2             | 1+0             | UEL                | 4                  | 0                  | -           | -           | -           | 44     | 3      |
| 2021-2022            | Maccabi Haifa        | Lh                   | 10+9       | 0          | CI+CdL          | 5+0             | 1+0             | UCL+UECL           | 1+1                | 0                  | SI          | 0           | 0           | 26     | 1      |
| 2022-gen. 2023       | Maccabi Haifa        | Lh                   | 17         | 0          | CI+CdL          | 1+0             | 1+0             | UCL                | 12                 | 0                  | SI          | 1           | 0           | 31     | 1      |
| Totale Maccabi Haifa | Totale Maccabi Haifa | Totale Maccabi Haifa | 197        | 7          |                 | 40              | 5               |                    | 24                 | 0                  |             | 2           | 0           | 263    | 12     |
| 2023                 | Gamba Osaka          | J1                   | 27         | 0          | CG+CdL          | 1+3             | 0               | -                  | -                  | -                  | -           | -           | -           | 31     | 0      |
| 2024                 | Gamba Osaka          | J1                   | 21         | 0          | CG+CdL          | 2+0             | 1+0             | -                  | -                  | -                  | -           | -           | -           | 23     | 1      |
| Totale Gamba Osaka   | Totale Gamba Osaka   | Totale Gamba Osaka   | 48         | 0          |                 | 6               | 1               |                    | -                  | -                  |             | -           | -           | 54     | 1      |
| Totale carriera      | Totale carriera      | Totale carriera      | 245        | 7          |                 | 46              | 6               |                    | 24                 | 0                  |             | 2           | 0           | 317    | 13     |

### Cronologia presenze e reti in nazionale
| Cronologia completa delle presenze e delle reti in nazionale ― Israele | Cronologia completa delle presenze e delle reti in nazionale ― Israele | Cronologia completa delle presenze e delle reti in nazionale ― Israele | Cronologia completa delle presenze e delle reti in nazionale ― Israele | Cronologia completa delle presenze e delle reti in nazionale ― Israele | Cronologia completa delle presenze e delle reti in nazionale ― Israele | Cronologia completa delle presenze e delle reti in nazionale ― Israele | Cronologia completa delle presenze e delle reti in nazionale ― Israele |
| Data                                                                   | Città                                                                  | In casa                                                                | Risultato                                                              | Ospiti                                                                 | Competizione                                                           | Reti                                                                   | Note                                                                   |
| ---------------------------------------------------------------------- | ---------------------------------------------------------------------- | ---------------------------------------------------------------------- | ---------------------------------------------------------------------- | ---------------------------------------------------------------------- | ---------------------------------------------------------------------- | ---------------------------------------------------------------------- | ---------------------------------------------------------------------- |
| 31-5-2016                                                              | Novi Sad                                                               | Serbia                                                                 | 3 – 1                                                                  | Israele                                                                | Amichevole                                                             | -                                                                      | 71’                                                                    |
| 14-10-2020                                                             | Trnava                                                                 | Slovacchia                                                             | 2 – 3                                                                  | Israele                                                                | UEFA Nations League 2020-2021 - 1º turno                               | -                                                                      | 58’                                                                    |
| 15-11-2020                                                             | Plzeň                                                                  | Rep. Ceca                                                              | 1 – 0                                                                  | Israele                                                                | UEFA Nations League 2020-2021 - 1º turno                               | -                                                                      | 46’                                                                    |
| 18-11-2020                                                             | Netanya                                                                | Israele                                                                | 1 – 0                                                                  | Scozia                                                                 | UEFA Nations League 2020-2021 - 1º turno                               | -                                                                      |                                                                        |
| 25-3-2021                                                              | Tel Aviv                                                               | Israele                                                                | 0 – 2                                                                  | Danimarca                                                              | Qual. Mondiali 2022                                                    | -                                                                      | 46’ 59’                                                                |
| 28-3-2021                                                              | Tel Aviv                                                               | Israele                                                                | 1 – 1                                                                  | Scozia                                                                 | Qual. Mondiali 2022                                                    | -                                                                      | 63’                                                                    |
| 31-3-2021                                                              | Chișinău                                                               | Moldavia                                                               | 1 – 4                                                                  | Israele                                                                | Qual. Mondiali 2022                                                    | -                                                                      | 46’                                                                    |
| 5-6-2021                                                               | Podgorica                                                              | Montenegro                                                             | 1 – 3                                                                  | Israele                                                                | Amichevole                                                             | -                                                                      |                                                                        |
| 9-6-2021                                                               | Lisbona                                                                | Portogallo                                                             | 4 – 0                                                                  | Israele                                                                | Amichevole                                                             | -                                                                      | 88’                                                                    |
| 24-9-2022                                                              | Tel Aviv                                                               | Israele                                                                | 2 – 1                                                                  | Albania                                                                | UEFA Nations League 2022-2023 - 1º turno                               | -                                                                      |                                                                        |
| 17-11-2022                                                             | Petah Tiqwa                                                            | Israele                                                                | 4 – 2                                                                  | Zambia                                                                 | Amichevole                                                             | -                                                                      | 59’                                                                    |
| 20-11-2022                                                             | Petah Tiqwa                                                            | Israele                                                                | 2 – 3                                                                  | Cipro                                                                  | Amichevole                                                             | -                                                                      | 46’ 64’                                                                |
| 25-3-2023                                                              | Tel Aviv                                                               | Israele                                                                | 1 – 1                                                                  | Kosovo                                                                 | Qual. Euro 2024                                                        | -                                                                      |                                                                        |
| 28-3-2023                                                              | Lancy                                                                  | Svizzera                                                               | 3 – 0                                                                  | Israele                                                                | Qual. Euro 2024                                                        | -                                                                      |                                                                        |
| 19-6-2023                                                              | Gerusalemme                                                            | Israele                                                                | 2 – 1                                                                  | Andorra                                                                | Qual. Euro 2024                                                        | -                                                                      |                                                                        |
| 9-9-2023                                                               | Bucarest                                                               | Romania                                                                | 1 – 1                                                                  | Israele                                                                | Qual. Euro 2024                                                        | -                                                                      |                                                                        |
| 12-9-2023                                                              | Tel Aviv                                                               | Israele                                                                | 1 – 0                                                                  | Bielorussia                                                            | Qual. Euro 2024                                                        | -                                                                      | 72’                                                                    |
| 12-11-2023                                                             | Pristina                                                               | Kosovo                                                                 | 1 – 0                                                                  | Israele                                                                | Qual. Euro 2024                                                        | -                                                                      | 62’                                                                    |
| 15-11-2023                                                             | Felcsút                                                                | Israele                                                                | 1 – 1                                                                  | Svizzera                                                               | Qual. Euro 2024                                                        | -                                                                      | 65’                                                                    |
| 18-11-2023                                                             | Felcsút                                                                | Israele                                                                | 1 – 2                                                                  | Romania                                                                | Qual. Euro 2024                                                        | -                                                                      | 62’                                                                    |
| 8-6-2024                                                               | Debrecen                                                               | Ungheria                                                               | 3 – 0                                                                  | Israele                                                                | Amichevole                                                             | -                                                                      |                                                                        |
| 11-6-2024                                                              | Budapest                                                               | Bielorussia                                                            | 0 – 4                                                                  | Israele                                                                | Amichevole                                                             | -                                                                      |                                                                        |
| 6-9-2024                                                               | Debrecen                                                               | Belgio                                                                 | 3 – 1                                                                  | Israele                                                                | UEFA Nations League 2024-2025 - 1º turno                               | -                                                                      |                                                                        |
| 9-9-2024                                                               | Budapest                                                               | Israele                                                                | 1 – 2                                                                  | Italia                                                                 | UEFA Nations League 2024-2025 - 1º turno                               | -                                                                      | 46’                                                                    |
| Totale                                                                 |                                                                        | Presenze                                                               | 24                                                                     |                                                                        | Reti                                                                   | 0                                                                      |                                                                        |

## Palmarès

### Club

#### Competizioni nazionali
- Coppa d'Israele: 1

Maccabi Haifa: 2015-2016
- Campionato israeliano: 2

Maccabi Haifa: 2020-2021, 2021-2022
- Coppa di Lega israeliana: 1

Maccabi Haifa: 2021-2022